# مشت

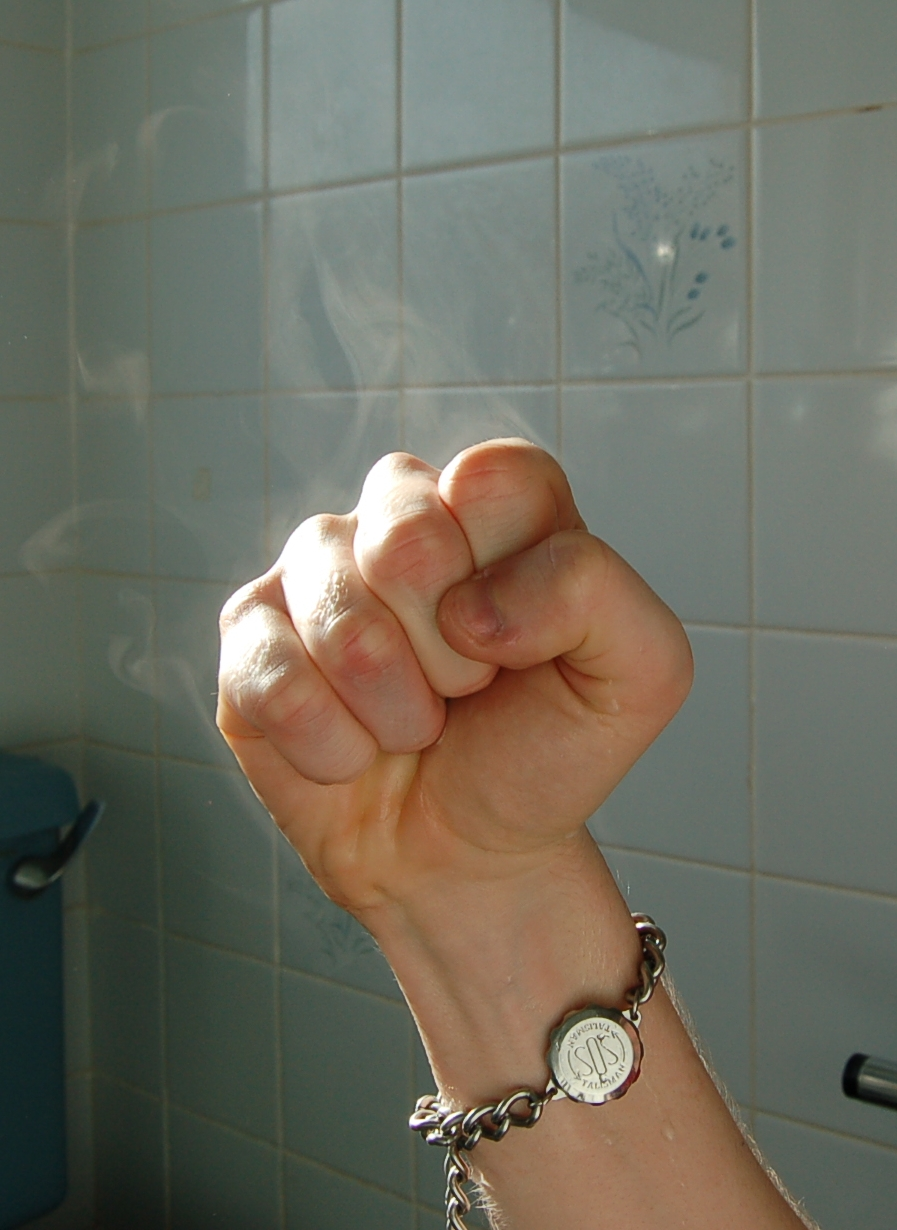
یک مشت بسته

مشت به حالتی گفته می‌شود که انگشتان دست به طرف داخل خم شده‌اند. با توجه به جایگاه انگشت شست، مشت باز یا مشت بسته می‌باشد.

به مقداری که در یک دست جا شود نیز یک مشت می‌گویند. به‌طور مثال مشت نمونه خروار است.

مشت افراشته مشت گره‌کرده نماد همبستگی جمعی و نشانه مبارزه‌جویی است.